# Gelena
Gelena – kultywowany przez Pomaków weselny rytuał przyozdabiania twarzy panny młodej makijażem tworzonym kredową farbą i ozdabianym przez dekoracje z cekinów, i ułożone na włosach girlandy sztucznych kwiatów, czerwony welon i srebrne łańcuchy. Po ceremonii zaślubin pan młody w obecności rodziny zmywa makijaż z twarzy żony.